# Широкий Дол
Широ́кий Дол (болг. Широки дол) — село в Софійській області Болгарії. Входить до складу общини Самоков.

## Населення
За даними перепису населення 2011 року у селі проживала 991 особа.
Національний склад населення села:
| Національність   | Кількість осіб | Відсоток |
| ---------------- | -------------- | -------- |
| болгари          | 792            | 99,5%    |
| інша             | 3              | 0,4%     |
| Всього відповіли | 796            |          |

Розподіл населення за віком у 2011 році:
Динаміка населення: